# Felice Leonardo

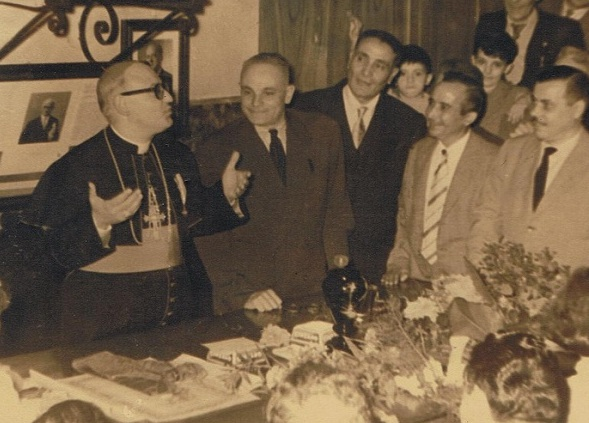
Felice Leonardo

Felice Leonardo (* 9. März 1915 in Pietramelara, Provinz Caserta, Italien; † 15. April 2015 ebenda) war römisch-katholischer Bischof von Cerreto Sannita-Telese-Sant’Agata de’ Goti.

## Leben
Felice Leonardo empfing am 24. Juli 1938 die Priesterweihe. Während des Zweiten Weltkrieges war er Pfarrer von San Giovanni Battista di Roccamonfina in Monte Cassino. 1947 wurde er Rektor des dortigen Priesterseminars.
Am 22. Juli 1957 wurde er von Papst Pius XII. zum Bischof des Bistums Telese o Cerreto Sannita ernannt. Die Bischofsweihe spendete ihm Adeodato Giovanni Kardinal Piazza OCD am 29. September desselben Jahres; Mitkonsekratoren waren Matteo Guido Sperandeo, Bischof von Calvi e Teano, und Giacomo Palombella, Erzbischof von Matera. 1986 wurde er zum Bischof des Bistums Sant’Agata de’ Goti ernannt. 1960 organisierte er die Veranstaltung Incontri Quaresimali del Giovedi, an der unter anderem der spätere italienische Staatspräsident Oscar Luigi Scalfaro teilnahm. Am 2. Juli 1964 rief er die Statue der Madonna delle Grazie in Cerreto Sannita zum diözesanen Wallfahrtsort aus. Von 1962 bis 1965 nahm Leonardo am Zweiten Vatikanischen Konzil teil. Nach dem Konzil versuchte er die dort gefassten Beschlüsse in seiner Diözese und seinem Leben umzusetzen. Er widmete sich dabei vor allem der Familienseelsorge.
Am 19. November 1979 gründete er ein Institut für Religionswissenschaften, in dem seither viele Katecheten und Religionslehrer ausgebildet wurden.
Mit Zusammenführung der bis dahin selbständigen Bistümer Telese o Cerreto Sannita und Sant’Agata de’ Goti zum Bistum Cerreto Sannita-Telese-Sant’Agata de’ Goti am 30. September 1986 wurde er erster Bischof des neuen Bistums mit Sitz in Cerreto Sannita. Schon seit 1982 war er Apostolischer Administrator von Sant’Agata de’ Goti.
Seinem Rücktrittsgesuch wurde am 20. Juli 1991 durch Papst Johannes Paul II. stattgegeben. Schon ein Jahr zuvor hatte Leonardo anlässlich seines 75. Geburtstages, wie im Kirchenrecht vorgeschrieben, ein Rücktrittsgesuch eingereicht. Auch nach seiner Emeritierung blieb er innerhalb der italienischen Kirche engagiert. Im Oktober 2005 zog Felice Leonardo wieder in seine Heimatstadt Pietramelara, wo er einen Monat nach seinem 100. Geburtstag verstarb.